# Claude Papi
Pour les articles homonymes, voir Papi.
Claude Papi est un footballeur corse, né le 16 avril 1949 à Porto-Vecchio et mort le 28 janvier 1983 à Miomo. Il évolue au poste de milieu de terrain de la fin des années 1960 au début des années 1980 au sein du Sporting Club de Bastia.
Avec l'équipe de France, il compte trois sélections et dispute la Coupe du monde en 1978.

## Biographie

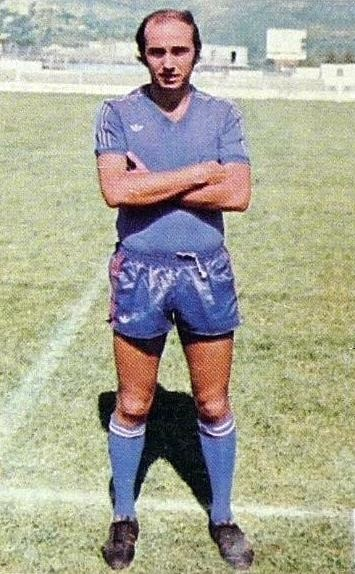
Claude Papi au SC Bastia en 1976.

Après une enfance en Corse, ayant grandi à Porto-Vecchio, il commence une carrière  professionnelle en 1968 au SC Bastia, club auquel il restera fidèle durant toute sa carrière. Avec lui, il participe à la remontée en première division puis joue lors de la finale de coupe de France perdue en 1972 face à l'OM.
Meneur de jeu, sa vision du jeu, sa technique et son adresse font la force de l'attaque bastiaise, où figurent Dragan Dzajic, Jacques Zimako et François Félix. Lors du championnat de France 1976-1977 Bastia marque un total de 82 buts et obtient ainsi une troisième place qui ouvre les portes de la coupe d'Europe la saison suivante.
C'est surtout cette campagne européenne de 1977-1978 qui a marqué les esprits. Avec à ses côtés la star néerlandaise Johnny Rep, Merry Krimau, Félix Lacuesta, Yves Mariot, l'équipe bastiaise réalise une campagne héroïque, avec comme principal fait d'armes la victoire et la qualification obtenue sur le terrain du Torino en huitième de finale retour. Cette campagne, au cours de laquelle il marque 7 buts, se termine en finale : après un match aller sans buts (0-0), disputé sous la tempête, sur une pelouse gorgée d'eau au stade de Furiani, les Bastiais s'inclinent au retour 3 à 0 dans l'antre du club néerlandais du PSV Eindhoven.
La campagne européenne lui permet d'obtenir une place dans les 22 joueurs sélectionnés pour  la coupe du monde 1978 en Argentine. Il y dispute le dernier match contre la Hongrie, en tant que titulaire, et est remplacé à la mi-temps par Michel Platini. C'est l'unique match disputé par un joueur de Bastia dans l'équipe de France lors d'une phase finale de coupe du monde.
Son plus grand regret sera son absence de la finale victorieuse en coupe de France en 1981, finale à laquelle il assiste depuis les tribunes en raison d'une blessure. Il termine sa carrière sportive à la fin de la saison, ayant disputé 479 matchs pour son club pour un total de 134 buts marqués.

## Décès
En 1983, la Corse apprend avec stupeur la mort de Claude Papi à la suite d'une rupture d'anévrisme, au cours d'une partie de tennis à Miomo dans le cap Corse, de celui qu'elle nommera plus tard « footballeur corse du siècle ».
La tribune officielle du stade Armand-Cesari et le stade du club de ses débuts, l'AS Porto Vecchio, portent son nom - stade Claude-Papi.

## Club

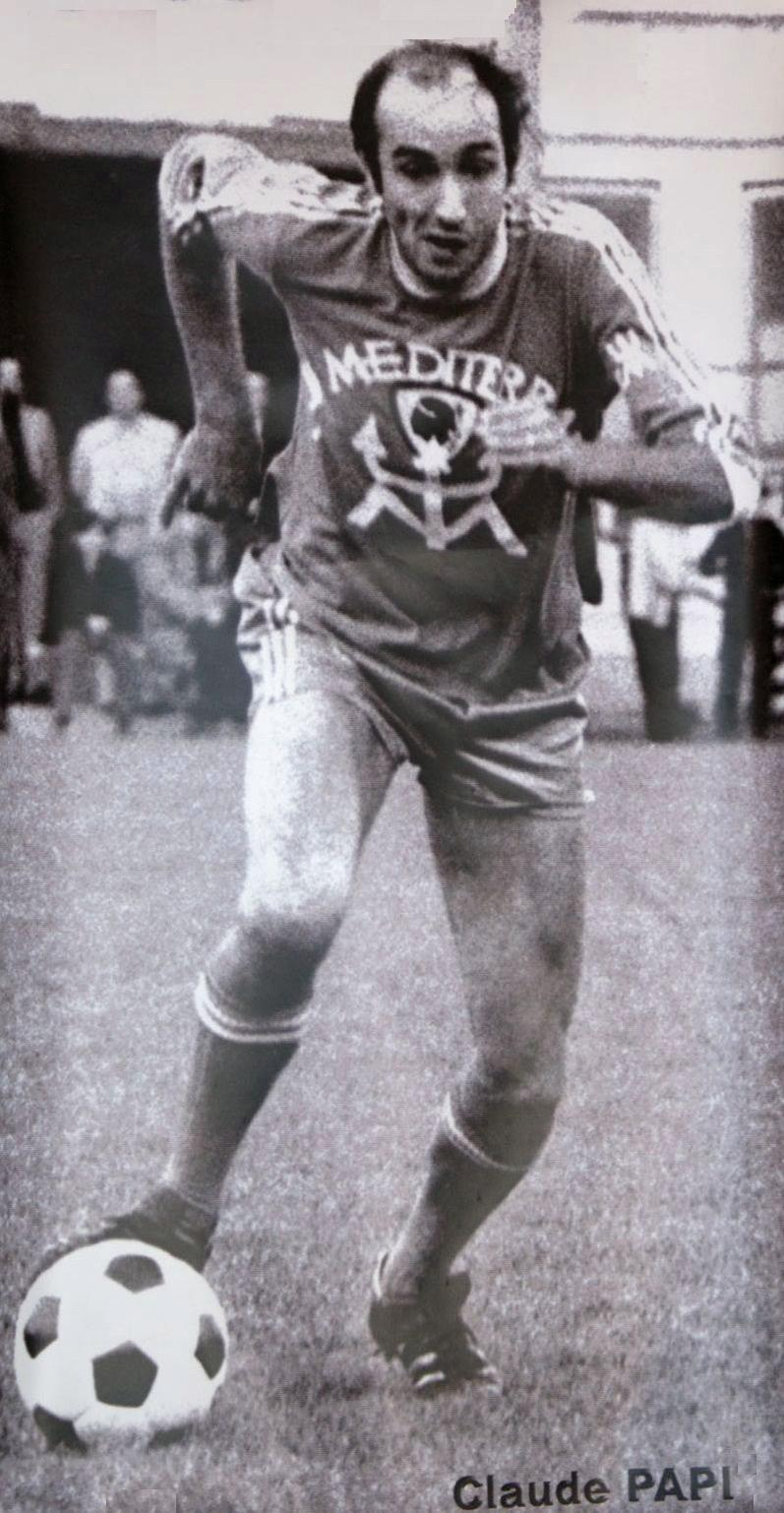
Claude Papi dans l'action (1977).

- 1968 - 1981 : SEC Bastia, il a fait toute sa carrière au Sporting Étoile Club de Bastia.

## Palmarès

### Avec le SEC Bastia
- Vainqueur de la Coupe de France en 1981
- Vainqueur du Challenge des Champions en 1972
- Champion de France de Division 2 en 1968
- Finaliste de la Coupe de l'UEFA en 1978
- Finaliste de la Coupe de France en 1972

### En équipe de France
- 3 sélections entre 1973 et 1978
- Participation à la Coupe du monde en 1978 (Premier Tour)

## Vie privée
Il épouse Madeleine en 1972.

## Postérité
Depuis le 8 décembre 2011, la tribune Nord du stade du SC Bastia -  Armand Cesari porte son nom. Le 17 mai 2017, une place porte également son nom dans les quartiers Sud de Bastia (Lupino), qui fut le quartier populaire où il habita avec sa famille à son arrivée à Bastia. Et depuis le 29 avril 2023, une statue a son effigie est placée devant l'entrée de la tribune Nord du stade  Armand Cesari